# Hamilton Lake
Hamilton Lake est une banlieue résidentielle de la cité de Hamilton, entourant le lac Rotoroa et le domaine du lac d’Hamilton.

## Présentation
La plupart des habitations de la banlieue ont été construites dans les années 1970.
La route située tout près du lac est considérée comme étant l’une des premières rues de la cité d’Hamilton.

## Démographie
Hamilton Lake avait une population de 3 483 habitants lors du recensement de 2018 en Nouvelle-Zélande, en augmentation de 273 personnes (soit 8,5 %) depuis le recensement de 2013 en Nouvelle-Zélande et une augmentation de 429 personnes (soit 14,0 %) depuis le recensement de 2006 en Nouvelle-Zélande.
Il y a 1 344 logements.
On compte 1 722 hommes et 1 761 femmes donnant un sexe-ratio de 0,98 homme pour une femme. 
L’âge médian est de 34,1 ans (comparé aux 37,4 ans au niveau national, avec 495 personnes (soit 14,2 %) âgées de moins de 15 ans, 978 personnes (soit 28,1 %) âgées de 15 à 29 ans, 1 566 personnes (soit 45,0 %) âgées de 30 à 64 ans et 441 personnes (soit 12,7 %) âgées de 65 ans et plus.
L’ethnicité est pour 65,8 %: européens/Pākehā, 18,8 % Māori, 4,6 % personnes du Pacifique, 21,0  % asiatiques, et 3,2 % d’autres ethnies (le total fait plus de 100 % dès lors qu’une personne peut s’identifier avec de multiples ethnies).
La proportion de personnes nées outre-mer était de 30.0 %, comparée avec les 27.1% au niveau national.
Bien que certaines personnes objectent à donner leur religion, 46,8 % n’ont aucune religion, 35,9 % sont chrétiens, 4,0 % sont hindouistes, 1,6 % sont musulmans, 0,5 % sont bouddhistes et 5,3 % ont une autre religion.
Parmi ceux de plus de 15 ans, 963 personnes (32,2 %) avaient un niveau de licence ou un degré plus élevé, et 357 personnes (11,9 %) n’avaient aucune qualification formelle.
Le revenu médian était de 35,600 $, comparé avec les 31,800 $ au niveau national.
Le statut d’emploi de ceux de plus de 15 ans  était pour 1 596 personnes (soit 53,4 %)  sont employés à plein temps, pour 435 personnes (soit 14,6 %) sont employés à temps temps partiel et 153 personnes (soit 5,1 %) sont sans emploi.

## Éducation
L'école supérieure de fille de Hamilton (en) est une école secondaire publique, uni-sexe pour fille, allant de l’année 9 à 13 avec un effectif de 1 660 élèves en mars 2021.
Elle fut fondée en 1911 sous le nom de « Hamilton High School » et est devenue une école uni-sexe en 1955, quand l’école supérieure de garçon de Hamilton (en) fut créée.

## Bâtiments notables
- « Lake House », 102 Lake Crescent, le domicile de Rukuhia Estate, conçut et construite en 1873 par Isaac Richardson Vialou (en), premier architecte et maire d’Hamilton[6].
- Jolly House (« Château Windemere »), 39 Queen's Avenue, une résidence construite à partir de 1910[7].
- « Water Tower », 18 Ruakiwi Road, un bâtiment d’utilité construit à partir de 1930[8].